# Streptaxidae
Streptaxidae J.E. Gray, 1860 è una famiglia di molluschi gasteropodi polmonati dell'ordine Stylommatophora.

## Biologia
La gran parte delle specie della famiglia è carnivora, con l'eccezione di Edentulina moreleti che è erbivora.
Come tutti i gasteropodi carnivori gli streptaxidi hanno una radula ben sviluppata, con l'eccezione di Careoradula perelegans, che è l'unico gasteropode terrestre che ne sia privo.

## Distribuzione e habitat
La famiglia ha probabilmente una origine gondwaniana ed è ampiamente distribuita nelle aree tropicali e subtropicali di Sud America, Africa e Asia.  La maggiore biodiversità è concentrata nell'Africa subsahariana. È presente nelle isole Canarie nonché in Madagascar e nelle isole Seychelles, Mayotte, Comore, Mauritius, Réunion, Rodrigues, Sri Lanka, Andamane e Filippine.

## Tassonomia
La famiglia è suddivisa nelle seguenti sottofamiglie:
- Sottofamiglia Enneinae Bourguignat, 1883
  - Austromarconia van Bruggen & de Winter, 2003
  - Avakubia Pilsbry, 1919
  - Conogulella Pilsbry, 1919
  - Costigulella Pilsbry, 1919
  - Dadagulella Rowson & Tattersfield, 2013
  - Digulella F. Haas, 1934
  - Gulella L. Pfeiffer, 1856
  - Juventigulella Tattersfield, 1998
  - Microstrophia Möllendorff, 1887
  - Mirellia Thiele, 1933
  - Mirigulella Pilsbry & Cockerell, 1933
  - Paucidentella Thiele, 1933
  - Primigulella Pilsbry, 1919
  - Pseudavakubia de Winter & Vastenhout, 2013
  - Pseudelma Kobelt, 1904
  - Ptychotrema L. Pfeiffer, 1853
  - Pupigulella Pilsbry, 1919
  - Rhabdogulella F. Haas, 1934
  - Silvigulella Pilsbry, 1919
  - Sphincterocochlion Verdcourt, 1985
  - Sphinctostrema Girard, 1894
  - Streptostele Dohrn, 1866
  - Tomostele Ancey, 1885

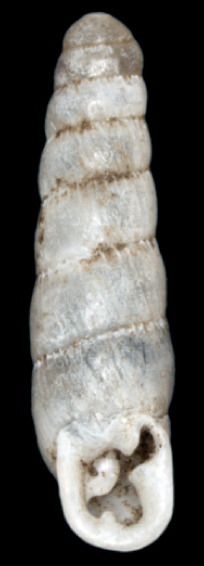
Gulella bicolor (Enneinae)

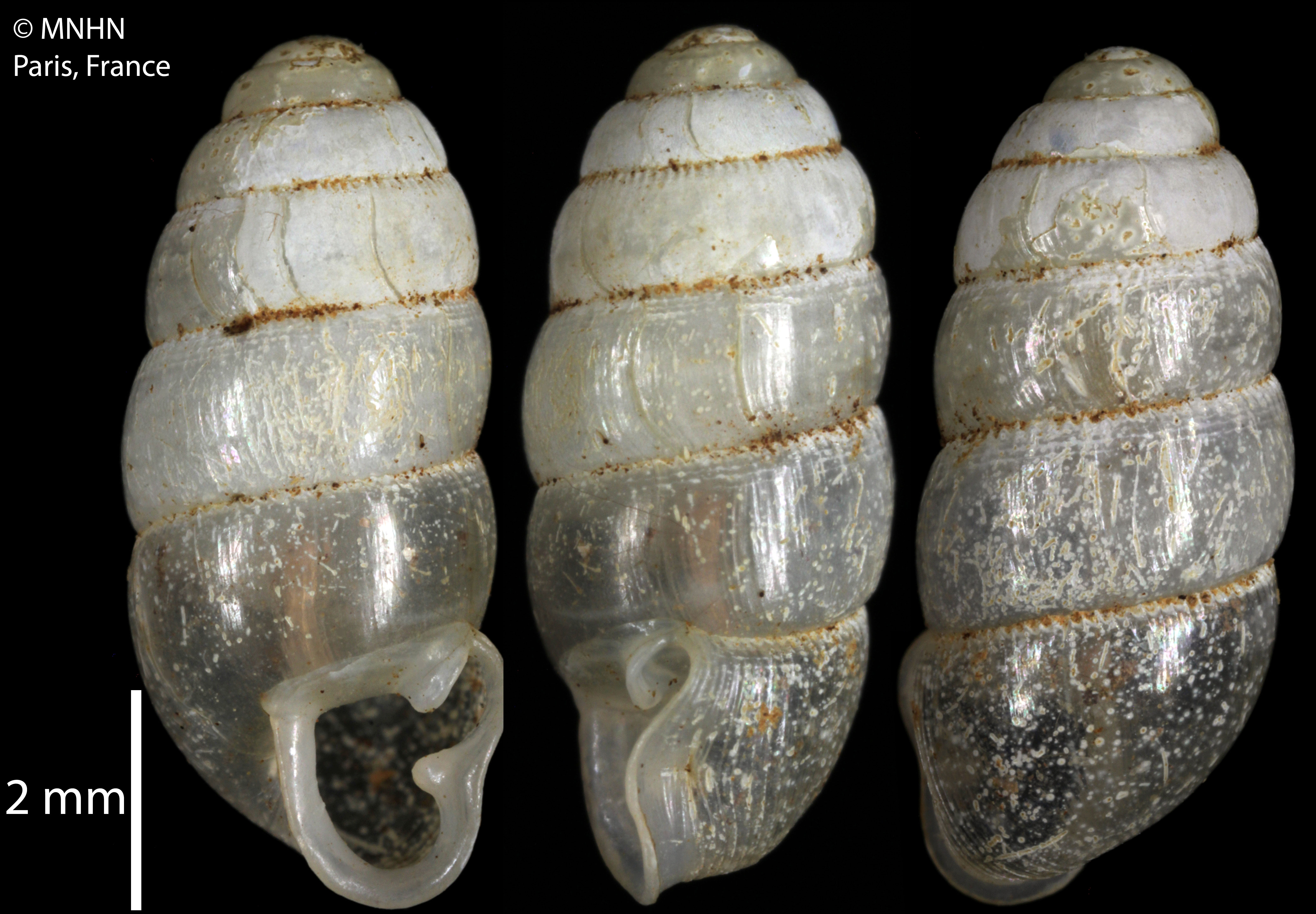
Gulella masoalae (Enneinae)

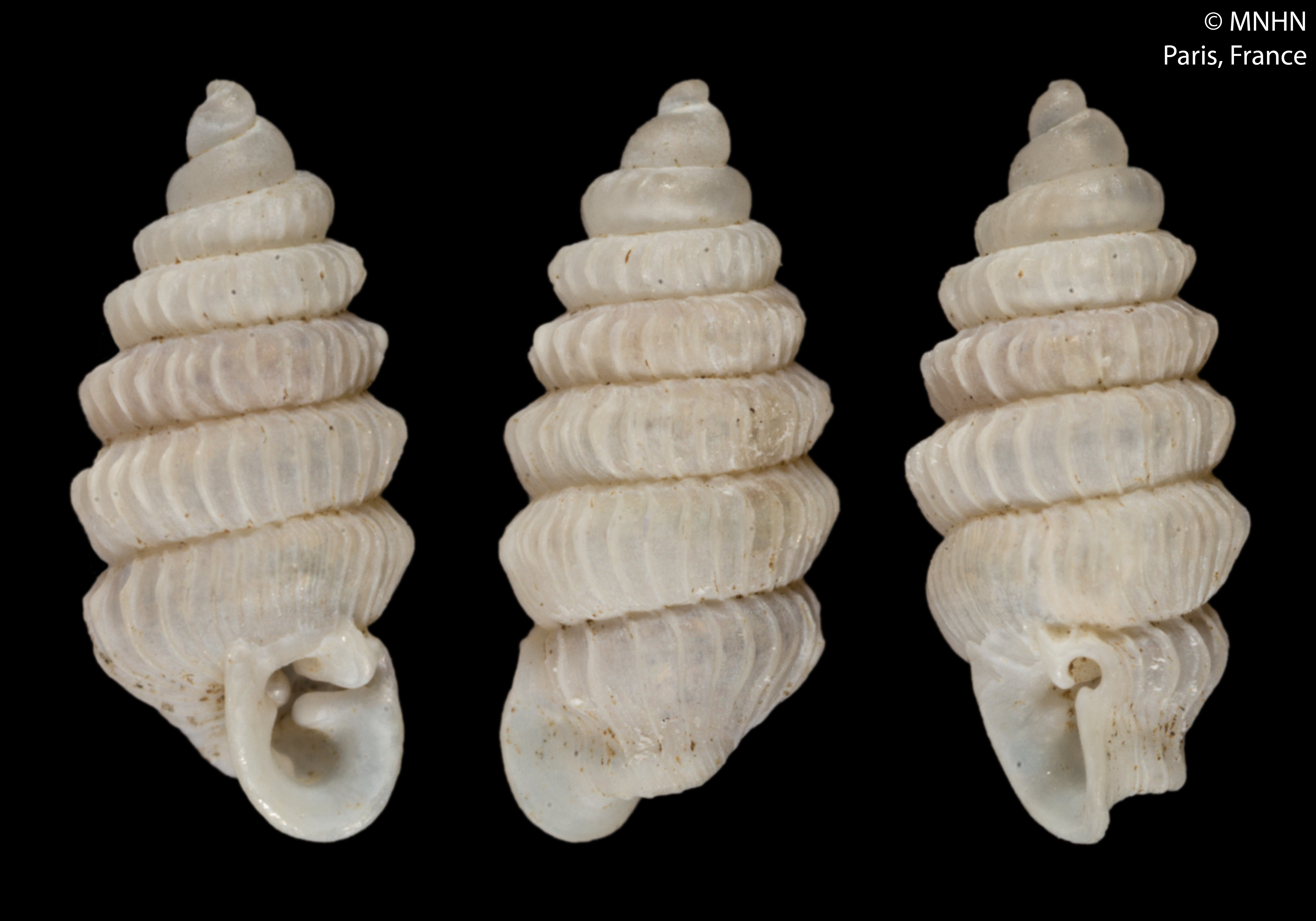
Dadagulella delgada (Enneinae)

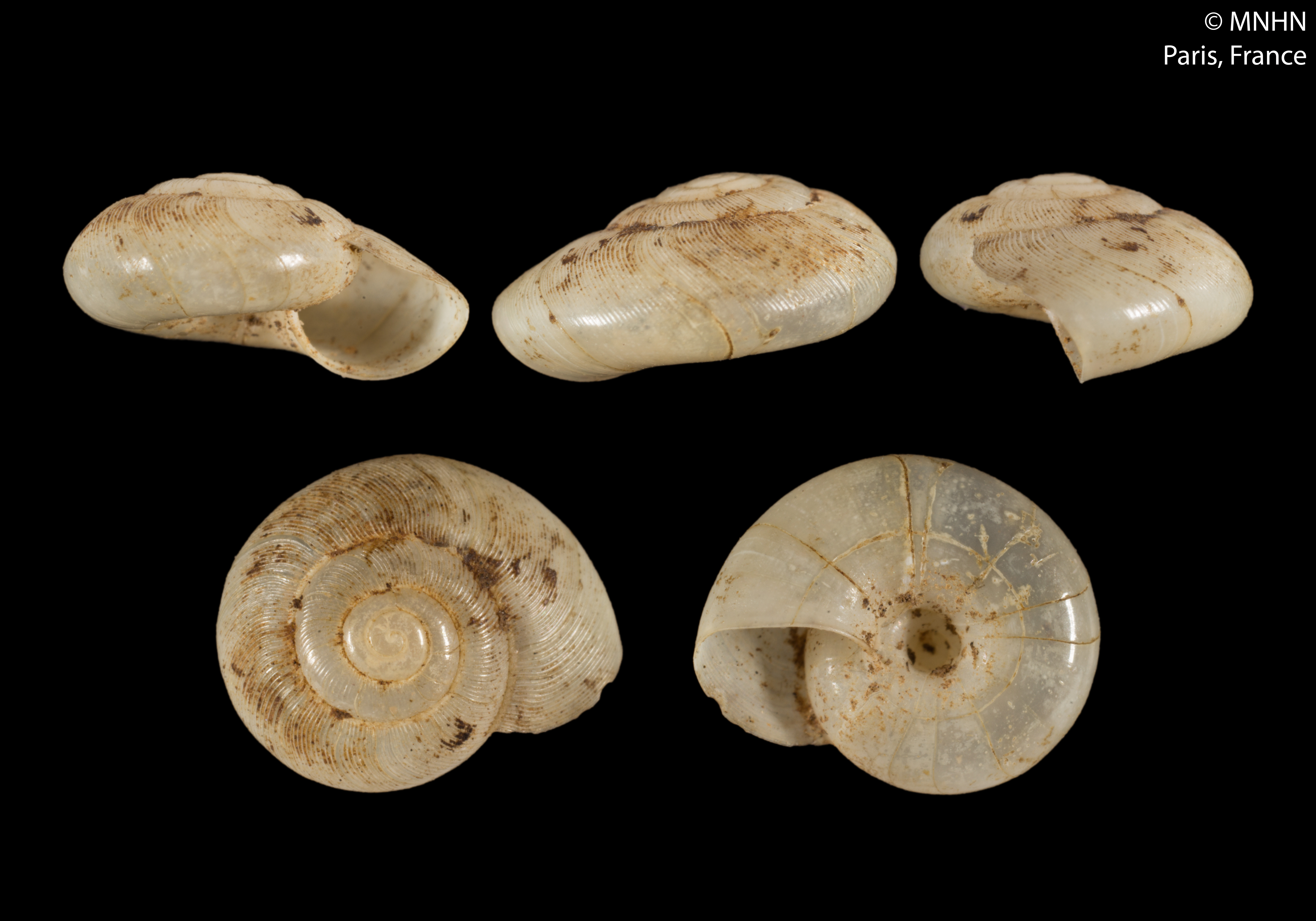
Artemonopsis chevalieri (Odontartemoninae)

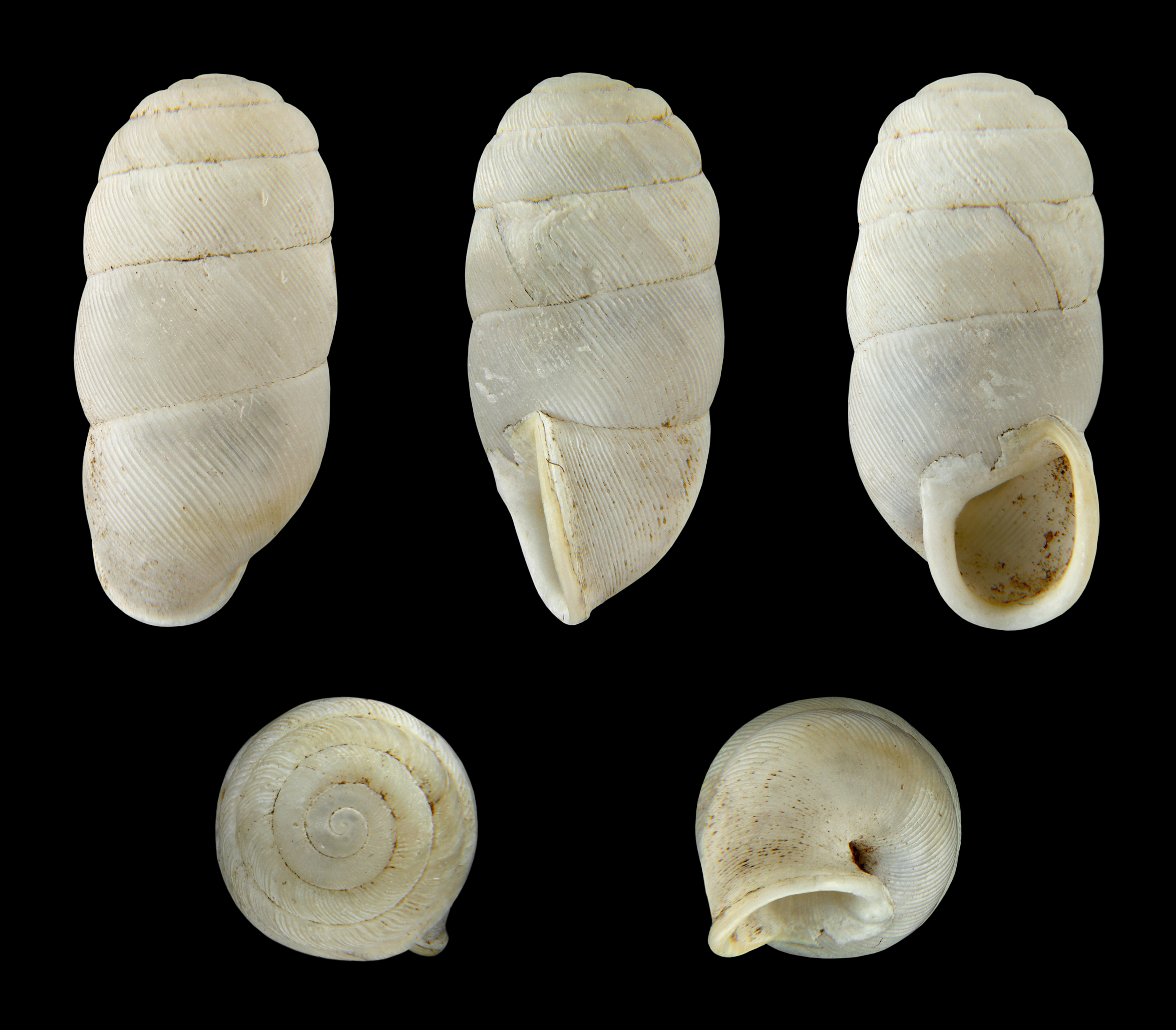
Gibbulinella dealbata (Orthogibbinae)

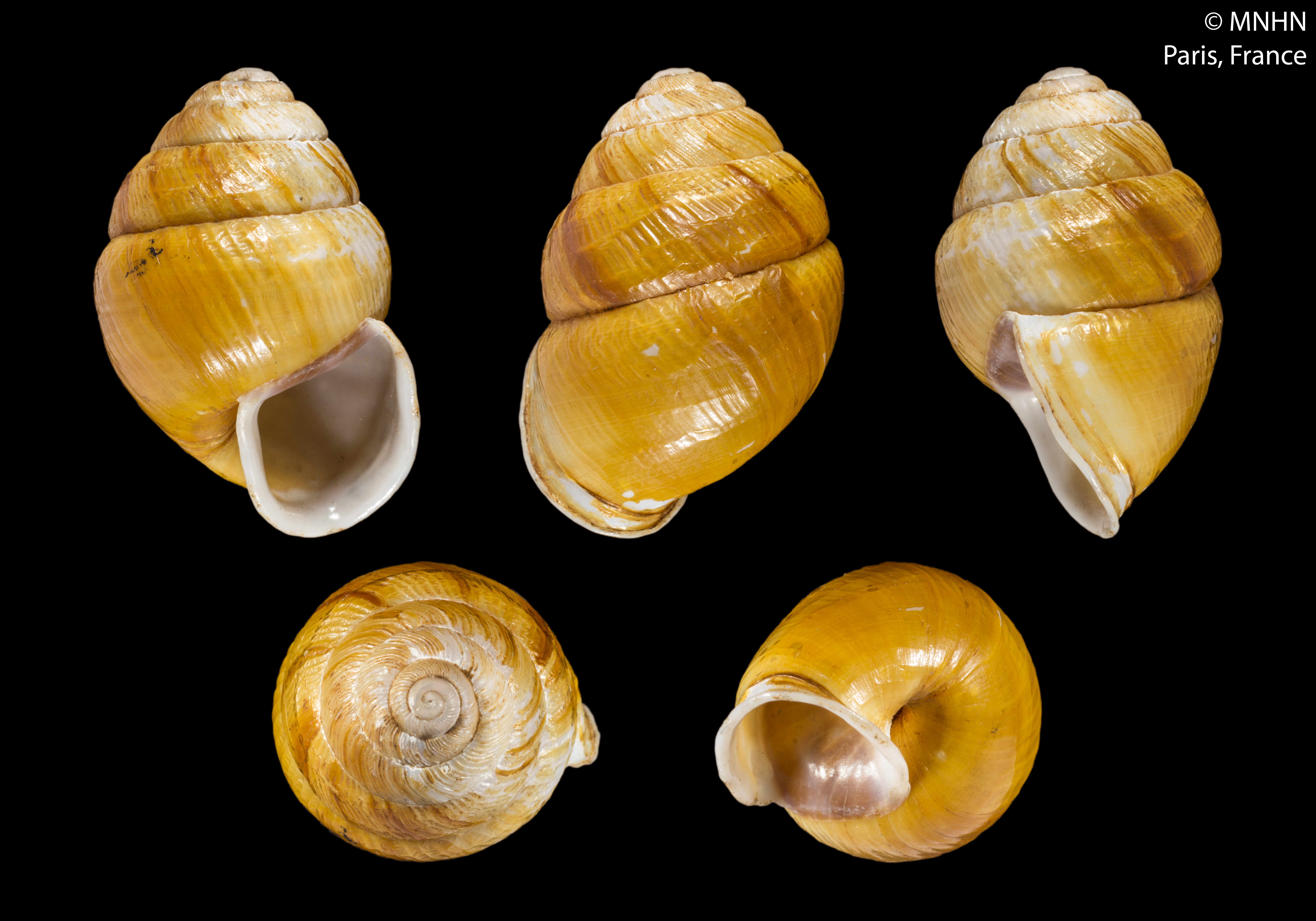
Gonidomus concamerata (Orthogibbinae)

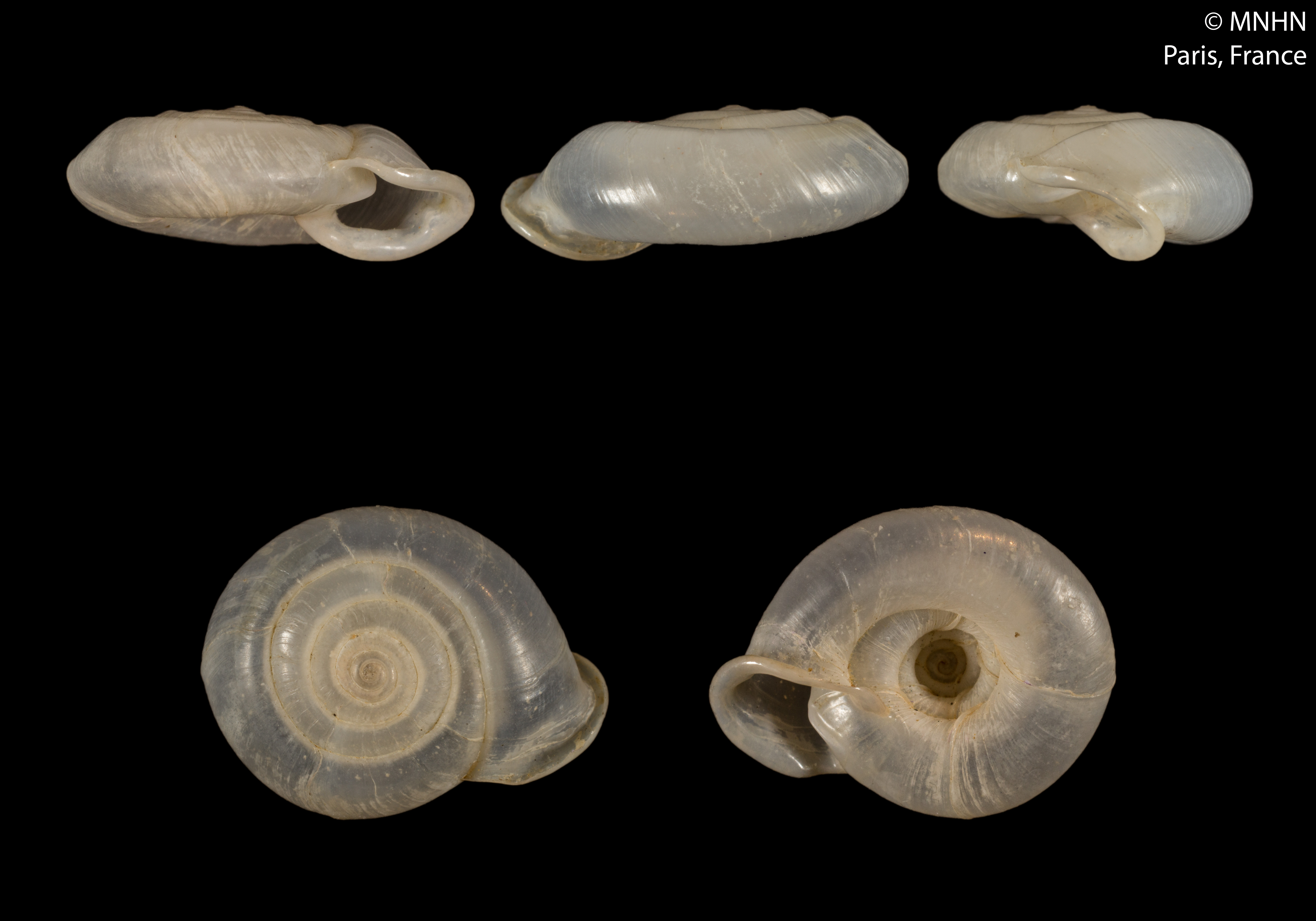
Discartemon pallgergelyi (Streptaxinae)

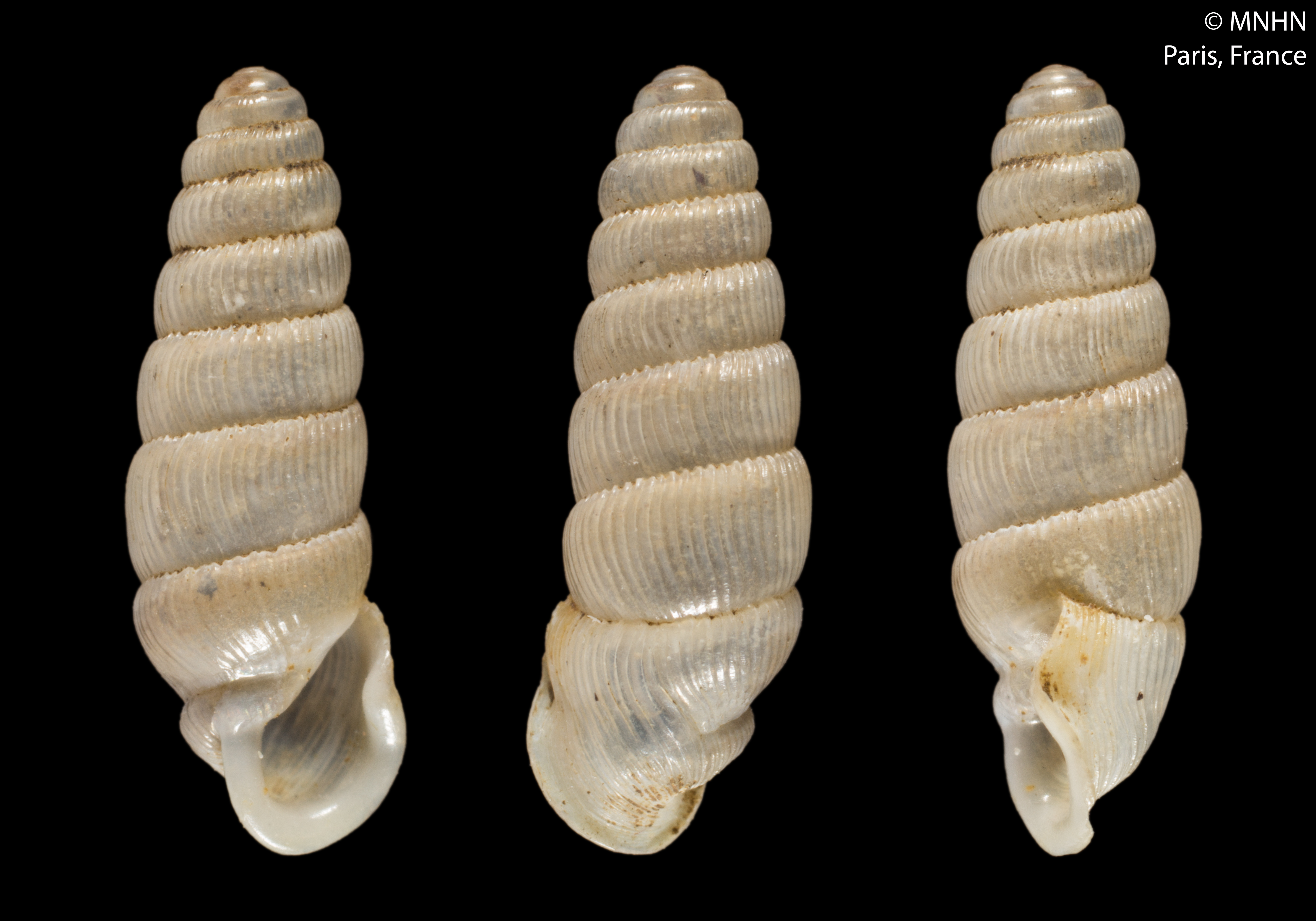
Elma fultoni (Streptaxinae)

- Sottofamiglia Marconiinae Schileyko, 2000
  - Gonaxis J. W. Taylor, 1877 (sin. Marconia Bourguignat, 1890)
- Sottofamiglia Odontartemoninae Schileyko, 2000
  - Artemonopsis Germain, 1908
  - Lamelliger Ancey, 1884
  - Pseudogonaxis Thiele, 1932
  - Tanzartemon Tattersfield & Rowson, 2011
  - Tayloria Bourguignat, 1890
- Sottofamiglia Orthogibbinae Germain, 1921
  - Acanthennea E. von Martens, 1898
  - Augustula Thiele, 1931
  - Careoradula Gerlach & van Bruggen, 1999
  - Conturbatia Gerlach, 2001
  - Gibbulinella Wenz, 1920
  - Gibbus Montfort, 1810
  - Glabrennea Schileyko, 2000
  - Gonidomus Swainson, 1840
  - Gonospira Swainson, 1840
  - Imperturbatia E. von Martens, 1898
  - Parvedentulina Emberton & Pearce, 2000
  - Plicadomus Swainson, 1840
  - Priodiscus E. von Martens, 1898
  - Seychellaxis Schileyko, 2000
  - Silhouettia Gerlach & van Bruggen, 1999
  - Stereostele Pilsbry, 1919
- Sottofamiglia Streptaxinae Gray, 1860
  - Afristreptaxis Thiele, 1932
  - Carinartemis Siriboon & Panha, 2014
  - Discartemon L. Pfeiffer, 1856
  - Edentulina L. Pfeiffer, 1856
  - Elma H. Adams, 1866
  - Fischerpietteus Emberton, 2003
  - Glyptoconus Möllendorff, 1894
  - Haploptychius Kobelt, 1905
  - Hypselartemon Wenz, 1947
  - Indoartemon Forcart, 1946
  - Makrokonche Emberton, 1994
  - Martinella Jousseaume, 1887
  - Micrartemon Möllendorff, 1890
  - Odontartemon L. Pfeiffer, 1856
  - Oophana Ancey, 1884
  - Perrottetia Kobelt, 1905
  - Rectartemon H. B. Baker, 1925
  - Sairostoma F. Haas, 1938
  - Stemmatopsis J. Mabille, 1887
  - Streptartemon Kobelt, 1905
  - Streptaxis Gray, 1837
  - Thachia F. Huber, 2018
- incertae sedis
  - Aenigmigulella Pilsbry & Cockerell, 1933
  - Campolaemus Pilsbry, 1892
  - Pallgergelyia Thach, 2017